# Leptobrachium mangyanorum
Leptobrachium mangyanorum es una especie de anfibios de la familia Megophryidae.

## Distribución geográfica
Es endémica de Mindoro y, quizá, Semirara (Filipinas).